# یواس‌اس هاتراس (آی‌دی-۲۱۴۲)
یواس‌اس هاتراس (آی‌دی-۲۱۴۲) (به انگلیسی: USS Hatteras (ID-2142)) یک کشتی بود که طول آن 377' بود. این کشتی در سال ۱۹۱۷ ساخته شد.